# Дуйшебаев, Кенешбек Асанбекович
Кенешбек Асанбекович Дуйшебаев (род. в 1957 в Чуйской области) — киргизский государственный деятель. Генерал-лейтенант.

## Биография
- В 1978 году окончил КВШ МВД СССР, в 1987 году — Академию МВД СССР по специальности правоведение.
- Сентябрь — декабрь 1978: следователь следственной группы ОВД Иссык-Атинского райисполкома;
- Июнь 1981 — август 1985: начальник Бордунского поселкового отделения милиции ОВД Кеминского района;
- Август 1987 — декабрь 1990: заместитель начальника ОВД Кочкорского райисполкома Нарынской области;
- Декабрь 1990 — январь 1992: начальник ОУР УВД Иссык-Кульской области;
- Январь 1992 — июль 1993: начальник ОВД Тюпского района Иссык-Кульской области;
- Июль 1993 — ноябрь 1997: начальник ОВД Иссык-Кульского района;
- 1997—2000: начальник Главного штаба МВД Кыргызстана;
- 2000—2001: начальник управления МНБ Ошской области;
- 2001—2002: заместитель министра внутренних дел Кыргызстана;
- 2003—2005: начальник УВД города Бишкек;
- В марте 2005 в течение нескольких дней исполняющий обязанности министра внутренних дел и вице-премьера правительства республики;
- В 2005 году организовал и возглавил Народную партию «Акыйкат-Справедливость».
- После апрельской революции с 7 апреля 2010 года — председатель государственной службы национальной безопасности.
- В 2012 году — председатель Государственной службы по контролю за наркотиками при правительстве Кыргызстана.
- 26 марта 2013 года назначен на должность заместителя генерального секретаря Шанхайской организации сотрудничества (ШОС) на период 2013—2015 гг.

Отец троих детей.

## Награды
- Именные часы Президента Кыргызской Республики (29 ноября 2011 года) — за значительный вклад в поступательное и устойчивое развитие и становление государственной власти[1].